# Црква Светог великомученика Пантелејмона у Горњану
44° 14′ 40″ N 22° 4′ 0.7″ E / 44.24444° С; 22.066861° И
Црква Светог великомученика Пантелејмона је румунска православна црква у селу Горњанe код Бора. Црква је освећена 9. августа 2014. године и посвећена је Светом великомученику Пантелејмону.

## Историјат
Часни крст („троица”) и земљиште на којој је изграђена црква освештао је, 4. августа 2010. године, отац Бојан Александровић, протопрезвитер Приобалне Дакије и викар тимочки, а камен темељац је освештан 6. априла 2014. године. Црква је освештана 9. августа  исте године, на празник Светог великомученика Пантелејмона коме је храм и посвећен. Освештао ју је протопрезвитер Приобалне Дакије и викар тимочки Бојан Александровић уз саслужење свештенства и уз благослов епископа Дакије Феликс Даниила. Црква је подигнута уз помоћ верника Румунске православне цркве из Горњана и Државног секретаријата за вере у Букурешту Храм је дашчара скромних димензија и изгледа.